# Kanglica kaše
Kanglica kaše je kratka sodobna slovenska pravljica, ki jo je napisala Kristina Brenk, ilustriral pa jo je Miroslav Šuput. Izdala jo je Založba Mladinska knjiga, leta 1986 v Ljubljani. 

## Vsebina
Na začetku pravljice avtorica predstavi Matica, ki preživlja počitnice pri svoji babici. V osrednjem delu pravljica govori o Matičevi vrnitvi domov. Po poti domov Matic hrani živali s kašo, ki mu jo je babica dala v kanglico za popotnico. Ko pa  pride domov je kanglica prazna.

## Literarni liki
Glavni lik pravljice je deček Matic. Najraje od vseh jedi na svetu ima mlečno kašo, ki jo skuha njegova babica. Z babico se zelo dobro razume.
Ostali liki, ki jih zasledimo v pravljici so še: babica, brat,pes, ribe,mati, oče, stara žena.

## Analiza pravljice
Kanglica kaše je kratka sodobna slovenska pravljica. Besedilo vsebuje veliko pomanjševalnic (očka, kanglica, ladjica, ribice, ženica)in okrasnih pridevnikov (sladka kaša, sivolasa ženica, dišeče ciklame, rdeča kangljica, rjave njive, zeleni travniki, čarovni lonček. Zgodbo pripoveduje tretjeosebni pripovedovalec. Pravljica se dogaja poleti. Dogajalni prostor je babičina hiša, pot od babičine hiše do železniške postaje in železniška postaja.